# Клёвый парень
«Клёвый парень» (англ. Bowfinger) — американская кинокомедия, снятая в 1999 году.

## Сюжет
Бобби Боуфингер имеет репутацию клёвого парня, но для режиссёра этого мало. Проекты Бобби проваливаются один за другим. На нём висит куча долгов. На руках у него первоклассный сценарий. Для съёмок блокбастера не хватает лишь суперзвезды. Такого Бобби находит в лице Кита Рэмзи. Но Рэмзи сниматься у Бобби не намерен. Режиссёр собирает группу и начинает снимать голливудского актёра в своём фильме без его ведома.

## В ролях
- Стив Мартин — Бобби Боуфингер
- Эдди Мёрфи — Кит Рэмзи / Джефферсон Рэмзи
- Хизер Грэм — Дэйзи
- Кристин Барански — Кэрол
- Джейми Кеннеди — Дэйв
- Кол Саддат — Слейтер
- Адам Алекси-Маль — Африм
- Теренс Стамп — Терри Стриктер
- Роберт Дауни-младший — Джерри Ренфро
- Барри Ньюман — агент Кита Рэмси

## Награды и номинации
| Премия                           | Категория                                           | Результат |
| -------------------------------- | --------------------------------------------------- | --------- |
| Teen Choice Awards               | Выбор за фильм с ложью (Стив Мартин)                | Номинация |
| Satellite Awards                 | Лучший фильм — мюзикл или комедия                   | Номинация |
| Casting Society of America, USA  | Лучший кастинг для комедии или мюзикла              | Номинация |
| Blockbuster Entertainment Awards | Лучшая актриса — комедия (Хизер Грэм)               | Номинация |
| Blockbuster Entertainment Awards | Лучшая команда — комедия (Стив Мартин и Эдди Мёрфи) | Номинация |
| Black Reel Awards                | Лучший актёр (Эдди Мёрфи)                           | Номинация |